# Улица Малюги (Мелитополь)
Улица Малюги (укр. Вулиця Малюги) — улица в Мелитополе, расположенная в западной части города в районе Юровка. Начинается от 1-го Февральского переулка, заканчивается на 1-м переулке Малюги. На западе улица примыкает к жилмассиву района Новый Мелитополь.
Состоит преимущественно из частного сектора. Покрытие грунтовое.

## Название
Улица названа в честь Николая Семёновича Малюги (1918-1945) — мелитопольского танкиста, Героя Советского Союза (посмертно за исключительный героизм при форсировании реки Одер).
Помимо улицы, в Мелитополе есть три номерных переулка, названных в честь Малюги.
Память о Николае Малюге также увековечена в бюсте около ТГАТУ.

## История
8 мая 1953 года на заседании горисполкома было принято решение о прорезке на Юровке новой улицы — Транспортной.
15 апреля 1965 года улица была переименована в честь Героя Советского Союза мелитопольца Николая Малюги.

## Объекты
- территория Мелитопольского профессионального лицея (Февральская ул., 194, бывшее ПТУ № 10), футбольное поле лицея[4].

## Галерея
|                                                               |                             |                                          |  |
| начало улицы от 1-го Февральского переулка                    | народное творчество         | небольшой участок с асфальтным покрытием |  |
|                                                               |                             |                                          |  |
| футбольное поле возле Мелитопольского профессионального лицея | жилмассив Нового Мелитополя | вид на Новый Мелитополь                  |  |